# Soriano, Mexiko
Soriano är en ort i Mexiko.   Den ligger i kommunen Dolores Hidalgo och delstaten Guanajuato, i den centrala delen av landet, 260 km nordväst om huvudstaden Mexico City. Soriano ligger 2 003 meter över havet och antalet invånare är 150.
Terrängen runt Soriano är en högslätt. Runt Soriano är det ganska tätbefolkat, med 54 invånare per kvadratkilometer. Närmaste större samhälle är Palma Prieta, 2,7 km norr om Soriano. Trakten runt Soriano består till största delen av jordbruksmark.